# Arquitectura efímera
Arquitectura efímera è un album del gruppo musicale spagnolo Fangoria, pubblicato dalle etichette DRO e Warner Music il 26 aprile 2004.
I brani estratti come singoli per la promozione dell'album sono stati Retorciendo palabras, Miro la vida pasar, La mano en el fuego e Entre mil dudas, mentre la traccia dodici Hoy aquí, mañana vete è una cover del brano Here Today, Gone Tomorrow dei Ramones.
Nel 2005 l'album è stato ripubblicato con una versione CD+DVD con il titolo Arquitectura efímera deconstruida.
Ha raggiunto la posizione numero 55 della classifica spagnola degli album.

## Tracce
1. La mano el el fuego – 2:51
2. Retorciendo palabras – 3:58
3. Nadie mejor que tú – 3:01
4. Miro la vida pasar – 4:04
5. En otro mundo – 3:13
6. Entre mil dudas – 4:18
7. Adiós – 3:28
8. El arte de decir que no – 2:46
9. Interior de una nave espacial abandonada – 3:52
10. La diferencia entre la fe y la ciencia – 4:04
11. Teatro del dolor – 3:07
12. Hoy aquí, mañana vete – 3:36

### Tracce DVD
Nella versione del 2005, al disco audio è stato aggiunto un DVD contenente le seguenti tracce.
| #    | Titolo                                                           |
| ---- | ---------------------------------------------------------------- |
| 1.   | Varietés - Programa de televisión presentado por Ketty Kauffman. |
| 2.   | Videoclips                                                       |
| 2.1. | "Retorciendo palabras"                                           |
| 2.2  | "Miro la vida pasar"                                             |
| 2.3  | "La mano en el fuego"                                            |
| 2.4  | "Entre mil dudas"                                                |
| 2.5  | "Interior de una nave espacial abandonada"                       |
| 3.   | Fangoria en el Festival Internacional de Benicàssim FIB 2004.    |
| 3.1  | "Nadie mejor que tú"                                             |
| 3.2  | "En otro mundo"                                                  |
| 3.3  | "Hoy aquí, mañana vete"                                          |
| 4.   | Halloween Travesti 2004.                                         |
| 4.1  | "Entre mil dudas"                                                |
| 4.2  | "La mano en el fuego"                                            |
| 4.3  | "Miro la vida pasar"                                             |
| 5.   | Galería de fotos.                                                |
| 5.1  | "Fangoria por Gaüeca"                                            |
| 5.2  | Entrega del Disco de oro                                         |